# پگل ۲
پگل ۲ (انگلیسی: Peggle 2) یک بازی ویدئویی در سبک معمایی است که توسط الکترونیک آرتس و در سال ۲۰۱۳ منتشر شد. پگل ۲ در دسامبر ۲۰۱۳ به طور انحصار زمانی برای پلت‌فرم اکس‌باکس وان منتشر شد. نسخهٔ کنسول اکس‌باکس ۳۶۰ این بازی در ۷ مه ۲۰۱۴، و همچنین پلی‌استیشن ۴ در ۱۴ اکتبر ۲۰۱۴، عرضه شد.